# Houdini (софтуер)
 Тази статия е за софтуерен продукт, носещ името Худини.  За американски илюзионист със същото име вижте Хари Худини.  
Houdini е висок клас софтуерен пакет за визуални ефекти и компютърна анимация, разработен от базираната в Торонто, Канада компания Side Effects Software. Тя го адаптира от пакета PRISMS софтуерни инструменти за генериране на процедури. Процедурните инструменти се използват за създаване на различни ефекти, като сложни отражения, анимации и система от частици. Някои от процедурните характеристики съществуват от 1987 г. Houdini използва възлово-базиран интерфейс, който е нестандартен за 3D програма.
Софтуерът има версия, наречена Houdini Apprentice, която е достъпна за свободно ползване при некомерсиална употреба.